# Nienna (djur)
För andra betydelser, se Nienna.
Nienna är ett släkte av urinsekter. Nienna ingår i familjen lönntrevfotingar.
Kladogram enligt Catalogue of Life:
| Nienna | \| \| Nienna parvula \| \| \| \| \| \| Nienna qinghaiensis \| \| \| \| |
|        | \| \| Nienna parvula \| \| \| \| \| \| Nienna qinghaiensis \| \| \| \| |
|        | Nienna parvula                                                         |
|        |                                                                        |
|        | Nienna qinghaiensis                                                    |
|        |                                                                        |